# فریدریش هازنواورل
 فریدریش هازنواورل (آلمانی: Friedrich Hasenöhrl؛ زاده ۳۰ نوامبر ۱۸۷۴ درگذشته ۷ اکتبر ۱۹۱۵) یک دانشمند در زمینه فیزیک‌دان اهل اتریش بود.